# Echium candicans
O Echium candicans (Sin. Echium fastuosum J.Jacq.), conhecido como massaroco é uma planta do género Echium da família Boraginaceae, espécie endémica da ilha da Madeira.
Apresenta-se como um arbusto perene de até 2 metros de altura, ramificado e densamente híspido de caules branco-acinzentados. Folhas lanceoladas a ovado-lanceoladas acuminadas, até 23 centímetros de comprimento, sésseis ou subsésseis de cor verde acinzentadas.
As flores apresentam uma corola afunilada de até 1 centímetro de cor azul escura ou arroxeada, reunidas numa inflorescência paniculada, densa, alongada e geralmente de 15 a 35 centímetros.
Trata-se de uma espécie endémica da ilha da Madeira, que ocorre em comunidades de caulirrosulados mas maiores altitudes.
Apresenta floração entre Abril e Agosto.
Ao longos dos tempos esta espécie foi utilizada pelo seu grande valor ornamental, sendo cultivada em jardins situados a maiores altitudes e nas bermas de estradas.